# Miss Aquitania
Miss Aquitania es un concurso de belleza francés que selecciona a una representante de la región de Aquitania para el concurso nacional de Miss Francia. Mujeres representando a la región bajo varios títulos diferentes han competido en Miss Francia desde 1920, aunque el título de Miss Aquitania no se usó regularmente hasta 1985.
La actual Miss Aquitania es Laura-Marie Marque-Brugerolle, quien fue coronada Miss Aquitania 2024 el 6 de octubre de 2024. Siete mujeres de Aquitania han sido coronadas Miss Francia:
- Agnès Souret, quien fue coronada Miss Francia 1920
- Jeanne Juillia, quien fue coronada Miss Francia 1931, compitiendo como Miss Gascuña
- Josiane Pouy, quien fue coronada Miss Francia 1952, compitiendo como Miss Costa de Plata
- Frédérique Leroy, quien fue coronada Miss Francia 1983, compitiendo como Miss Burdeos, tras el destronamiento de la ganadora original
- Peggy Zlotkowski, quien fue coronada Miss Francia 1989
- Gaëlle Voiry, quien fue coronada Miss Francia 1990
- Mélody Vilbert, quien fue coronada Miss Francia 1995

## Resumen de resultados
- Ganadoras de Miss Francia: Agnès Souret (1919); Jeanne Juillia (1930; Miss Gascuña); Josiane Pouy (1951; Miss Costa de Plata); Peggy Zlotkowski (1988); Gaëlle Voiry (1989); Mélody Vilbert (1994)
- Primeras finalistas: Christine Schmidt (1972; Miss Arcachón); Martine Calzavara (1974; Miss Gascuña); Frédérique Leroy (1982; Miss Burdeos; más tarde Miss Francia)
- Segundas finalistas: Marie-Thérèse Thiel (1970; Miss Gascuña); Christine Schmidt (1971; Miss Arcachón); Martine Calzavara (1973; Miss Lot y Garona); Bénédicte Delmas (1991; Miss Costa Vasca)
- Terceras finalistas: Colette Dezanet (1952; Miss Costa de Plata); Sylvie Tardy (1989; Miss Périgord); Malaurie Eugénie (2014)
- Cuartas finalistas: Pierrette Descrambes (1960; Miss Guyena); Thérèse Trady (1961); Josiane Klaasen (1965; Miss Burdeos); Chantal Braham (1977; Miss Médoc); Maylis Ondicola (1996); Élodie Pleumeckers (2002); Lyse Ruchat (2006)
- Quintas finalistas: Céline Reiter (2001); Gennifer Demey (2015); Cassandra Jullia (2017); Ambre Andrieu (2021)
- Sextas finalistas: Christiane Campello (1970); Anne-Sophie Vigno (1996; Miss Bearne)
- Top 12/Top 15: Nathalie Eyogo (1986); Emmanuelle Mérinot (1990); Renée-Noëlle Chassagne (1992; Miss Périgord); Axelle Bonnemaison (2016); Carla Bonesso (2018); Justine Delmas (2019); Leïla Veslard (2020); Orianne Galvez-Soto (2022)

## Galería

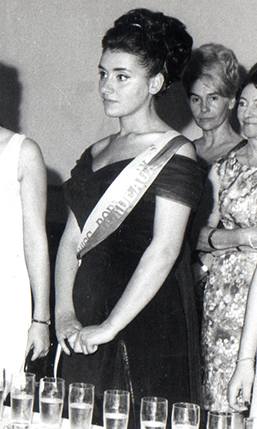
Miss Burdeos 1965 Josiane Klaasen
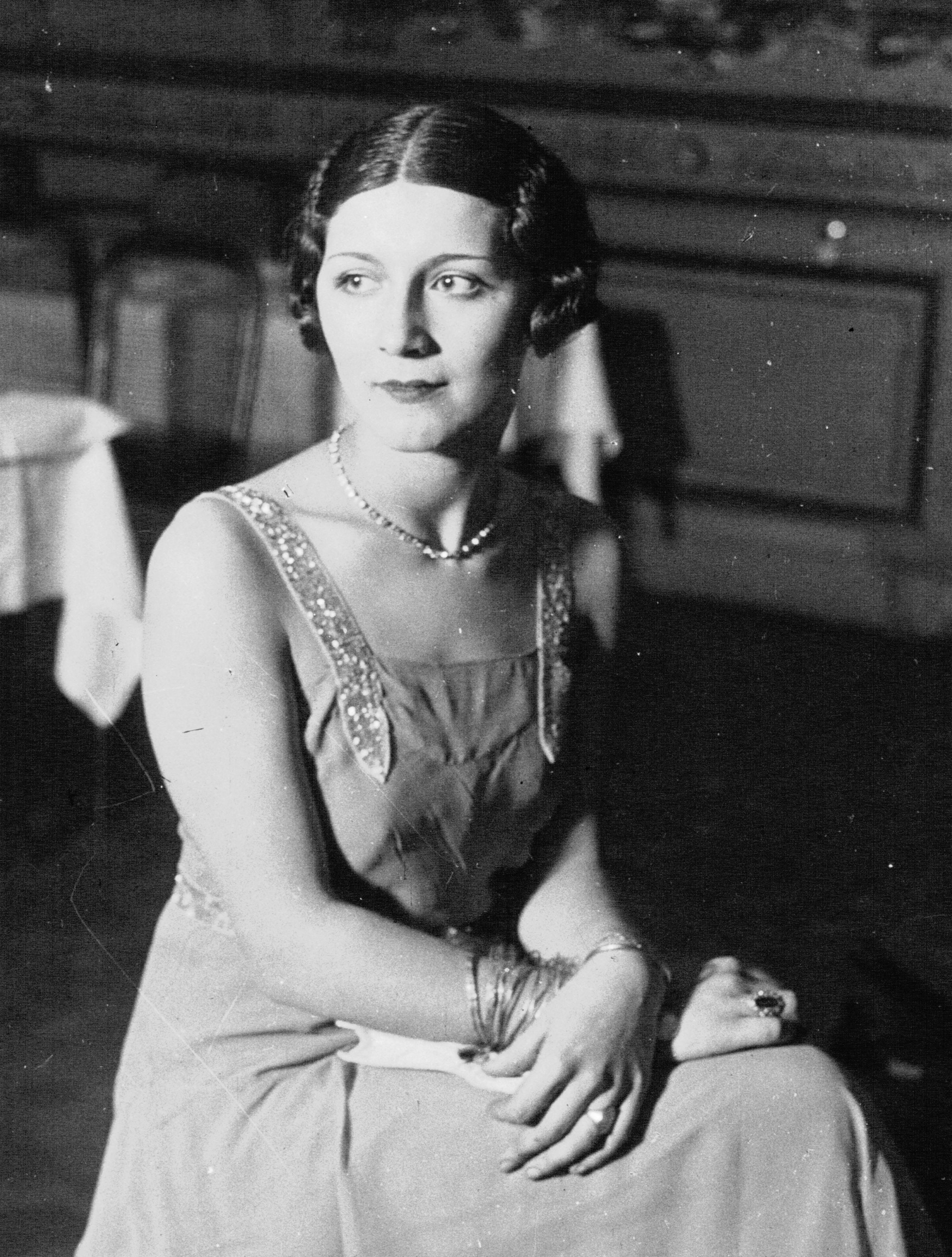
Miss Gascuña 1930 y Miss Francia 1931 Jeanne Juillia
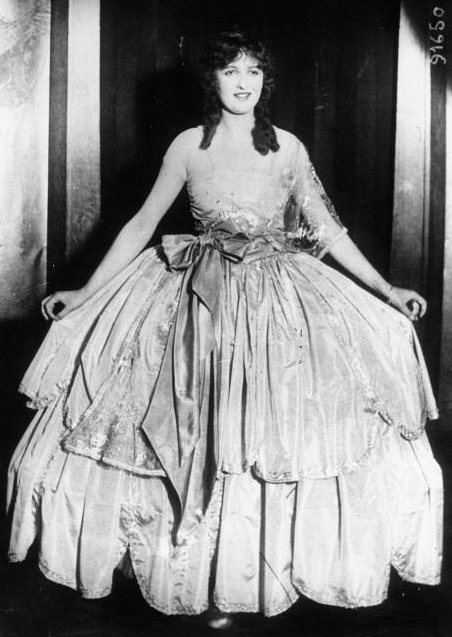
Miss Aquitania 1919 y Miss Francia 1920 Agnès Souret

## Ganadoras
| Año  | Nombre                        | Edad | Altura          | Ciudad natal           | Posición en Miss Francia | Notas |
| ---- | ----------------------------- | ---- | --------------- | ---------------------- | ------------------------ | --- |
| 2024 | Laura-Marie Marque-Brugerolle | 25   | 1,77 m (5′ 10″) | Arcachon               | Top 15 (6.ª finalista)   | |
| 2023 | Lola Turpin                   | 19   | 1,73 m (5′ 8″)  | Trélissac              |                          | Turpin es la hija de Virginie Leglaive, Miss Berry 2001.                                                                |
| 2022 | Orianne Galvez-Soto           | 23   | 1,73 m (5′ 8″)  | Lembras                | Top 15                   | |
| 2021 | Ambre Andrieu                 | 22   | 1,78 m (5′ 10″) | Burdeos                | Top 15 (5.ª finalista)   | |
| 2020 | Leïla Veslard                 | 18   | 1,74 m (5′ 9″)  | Saint-Mesmin           | Top 15                   | |
| 2019 | Justine Delmas                | 21   | 1,78 m (5′ 10″) | Saint-Sauveur          | Top 15                   | |
| 2018 | Carla Bonesso                 | 20   | 1,76 m (5′ 9″)  | Dax                    | Top 12                   | |
| 2017 | Cassandra Jullia              | 18   | 1,72 m (5′ 8″)  | Orthevielle            | Top 12 (5.ª finalista)   | |
| 2016 | Axelle Bonnemaison            | 19   | 1,76 m (5′ 9″)  | Castelculier           | Top 12                   | |
| 2015 | Gennifer Demey                | 22   | 1,71 m (5′ 7″)  | Lormont                | Top 12 (5.ª finalista)   | |
| 2014 | Malaurie Eugénie              | 20   | 1,76 m (5′ 9″)  | Biganos                | Tercera finalista        | |
| 2013 | Camille Gafa                  | 22   | 1,77 m (5′ 10″) | Bordeaux               |                          | |
| 2012 | Amélie Rigodanzo              | 20   | 1,77 m (5′ 10″) | Seyches                |                          | |
| 2011 | Claire Zengerlin              | 20   | 1,74 m (5′ 9″)  | Douzillac              |                          | Zengerlin es hermana de Aurélie Zengerlin, Miss Aquitainia 2009.                                                        |
| 2010 | Clémence Thill                | 20   | 1,74 m (5′ 9″)  | Agén                   |                          | |
| 2009 | Aurélie Zengerlin             | 21   | 1,77 m (5′ 10″) | Douzillac              |                          | Zengerlin es hermana de Claire Zengerlin, Miss Aquitainia 2011.                                                         |
| 2008 | Anna Nieto                    | 20   | 1,76 m (5′ 9″)  | Sarlat-la-Canéda       |                          | |
| 2007 | Caroline Martin               | 20   | 1,72 m (5′ 8″)  | Pau                    |                          | |
| 2006 | Lyse Ruchat                   | 20   | 1,73 m (5′ 8″)  | Villenave-d'Ornon      | Cuarta finalista         | |
| 2005 | Audrey Castet                 | 18   | 1,82 m (6′ 0″)  | Belin-Béliet           |                          | Castet fue destronada en enero de 2006, tras participar en Miss Francia, y sustituida por Pontet, su primera finalista. |
| 2005 | Karine Pontet                 |      |                 |                        | No compitió              | Castet fue destronada en enero de 2006, tras participar en Miss Francia, y sustituida por Pontet, su primera finalista. |
| 2002 | Élodie Pleumeckers            |      |                 | La Réole               | Cuarta finalista         | |
| 2001 | Céline Reiter                 |      |                 | Le Passage             | Top 12 (5.ª finalista)   | |
| 2000 | Laëtitia Cozza                |      |                 | Puch-d'Agenais         |                          | |
| 1999 | Sonia Benlloch                | 19   | 1,77 m (5′ 10″) | Port-Sainte-Marie      |                          | |
| 1998 | Stéphanie Amano               | 18   | 1,82 m (6′ 0″)  | Sainte-Marthe          |                          | |
| 1997 | Céline Giusti                 | 20   | 1,74 m (5′ 9″)  | Saint-Loubès           |                          | |
| 1996 | Maÿlis Ondicola               |      |                 | Lugaignac              | Cuarta finalista         | |
| 1995 | Christelle Riou               | 18   | 1,75 m (5′ 9″)  | Castillon-la-Bataille  |                          | |
| 1994 | Mélody Vilbert                | 18   |                 | Burdeos                | Miss Francia 1995        | Compitió en Miss Internacional 1995                                                                                     |
| 1993 | Valérie Amblard               |      |                 |                        |                          | |
| 1992 | Karine Zava                   |      |                 |                        |                          | |
| 1991 | Sandrine Ducher               | 21   |                 | Saint-Médard-en-Jalles |                          | |
| 1990 | Emmanuelle Mérinot            |      |                 |                        | Top 12                   | |
| 1989 | Gaëlle Voiry                  | 20   |                 | Burdeos                | Miss Francia 1990        | Compitió en Miss Mundo 1990                                                                                             |
| 1988 | Peggy Zlotkowski              | 16   | 1,70 m (5′ 7″)  | Monflanquin            | Miss Francia 1989        | Compitió en Miss Mundo 1989                                                                                             |
| 1987 | Myriam Saint-Espès            | 18   | 1,68 m (5′ 6″)  | Marmande               |                          | |
| 1986 | Nathalie Eyogo                |      |                 | Mongauzy               | Top 12                   | |
| 1985 | Véronique Marchi              |      |                 | Clairac                |                          | |
| 1978 | Isabelle Olivier              |      |                 |                        |                          | Olivier fue coronada Miss Aquitania dos años seguidos.                                                                  |
| 1977 | Isabelle Olivier              |      |                 |                        |                          | Olivier fue coronada Miss Aquitania dos años seguidos.                                                                  |
| 1976 | Muriel Meyer                  |      |                 |                        |                          | |
| 1970 | Christiane Campello           |      |                 |                        | Sexta finalista          | |
| 1964 | Colette Sainsard              |      |                 |                        |                          | |
| 1961 | Thérèse Trady                 |      |                 |                        | Cuarta finalista         | |
| 1919 | Agnès Souret                  | 17   |                 | Espelette              | Miss Francia 1920        | |

### Miss Arcachon
En 1964 y la década de 1970, el departamento de Gironda compitió por separado bajo el título de Miss Arcachon.
| Año  | Nombre             | Edad | Altura            | Ciudad natal | Posición en Miss Francia | Notas                                                 |
| ---- | ------------------ | ---- | ----------------- | ------------ | ------------------------ | ----------------------------------------------------- |
| 1978 | Catherine Mongeois |      |                   |              |                          |                                                       |
| 1977 | Sophie Chazeau     |      |                   |              |                          |                                                       |
| 1976 | Véronique Garcia   |      |                   |              |                          |                                                       |
| 1972 | Christine Schmidt  |      |                   |              | Primera finalista        | Schmidt fue coronada Miss Arcachón dos años seguidos. |
| 1971 | Christine Schmidt  |      | Segunda finalista |              |                          | Schmidt fue coronada Miss Arcachón dos años seguidos. |
| 1970 | Joëlle Placaud     |      |                   |              |                          |                                                       |
| 1964 | Josette Venton     |      |                   |              |                          |                                                       |

### Miss Armagnac
En 1970, los departamentos de Gers y Landas compitieron por separado bajo los títulos de Miss Armagnac. Las mujeres de Gers eran elegibles para competir, debido a los vínculos históricos del departamento con Armañac, a pesar de estar ubicado en Mediodía-Pirineos.
| Año  | Nombre               | Edad | Altura | Ciudad natal | Posición en Miss Francia | Notas |
| ---- | -------------------- | ---- | ------ | ------------ | ------------------------ | ----- |
| 1970 | Jacqueline Stringher |      |        |              |                          |       |

### Miss Béarn
En 1996, 2003, 2004, y 2009, los departamentos de Landas y Pirineos Atlánticos compitieron por separado bajo los títulos Miss Béarn (1996), Miss Bigorre-Béarn (2003; 2004) y Miss Béarn-Gascogne (2009). En 2003 y 2004, las mujeres de Altos Pirineos también eran elegibles para competir, debido a los vínculos históricos del departamento con Bigorra, a pesar de estar ubicado en Mediodía-Pirineos.
| Año  | Nombre            | Edad | Altura         | Ciudad natal | Posición en Miss Francia | Notas |
| ---- | ----------------- | ---- | -------------- | ------------ | ------------------------ | ----- |
| 2009 | Marine Bories     | 20   | 1,72 m (5′ 8″) | Léon         |                          |       |
| 2004 | Myriam Barre      | 18   | 1,72 m (5′ 8″) | Tarbes       |                          |       |
| 2003 | Marianne Laher    |      |                | Tarbes       |                          |       |
| 1996 | Anne-Sophie Vigno |      | 1,75 m (5′ 9″) | Idron        | Top 12 (6.ª finalista)   |       |

### Miss Bordeaux
Desde la década de 1960 hasta la de 1980, el departamento de Gironda compitió por separado bajo el título de Miss Bordeaux. En 1977 y 1978, el título se llamó Miss Grand-Bordeaux.
| Año  | Nombre            | Edad | Altura         | Ciudad natal | Posición en Miss Francia                        | Notas |
| ---- | ----------------- | ---- | -------------- | ------------ | ----------------------------------------------- | --- |
| 1988 | Sandrine Scherrer | 18   | 1,76 m (5′ 9″) |              | No compitió                                     | |
| 1982 | Frédérique Leroy  | 18   |                | Burdeos      | Primera finalista (más tarde Miss Francia 1983) | Leroy fue originalmente la primera finalista, pero asumió el cargo de Miss Francia 1983 después de que la ganadora original fuera destronada por participar en una sesión de fotos erótica. Compitió en Miss Universo 1983 y Miss Mundo 1983. |
| 1978 | Martine Lajus     |      |                |              |                                                 | Lajus fue coronada Miss Burdeos tres años seguidos. |
| 1977 | Martine Lajus     |      |                |              |                                                 | Lajus fue coronada Miss Burdeos tres años seguidos. |
| 1976 | Martine Lajus     |      |                |              |                                                 | Lajus fue coronada Miss Burdeos tres años seguidos. |
| 1970 | Marie-Hélène Agam |      |                |              |                                                 | |
| 1965 | Josiane Klaasen   | 22   |                |              | Cuarta finalista                                | |

### Miss Côte Basque
Desde la década de 1960 hasta la de 1990, el departamento de Pirineos Atlánticos compitió por separado bajo el título de Miss Côte Basque.
| Año  | Nombre              | Edad | Altura         | Ciudad natal | Posición en Miss Francia | Notas                               |
| ---- | ------------------- | ---- | -------------- | ------------ | ------------------------ | ----------------------------------- |
| 1998 | Sandrine Vacchiero  | 20   | 1,70 m (5′ 7″) |              |                          |                                     |
| 1991 | Bénédicte Delmas    | 19   |                | Bayona       | Segunda finalista        | Compitió en Miss Internacional 1992 |
| 1989 | Marie de Epalza     |      |                |              |                          |                                     |
| 1988 | Anne Féron          | 19   | 1,71 m (5′ 7″) |              |                          |                                     |
| 1970 | Paulette Pemartin   |      |                |              |                          |                                     |
| 1962 | Catherine Feodorove |      |                |              |                          |                                     |

### Miss Côte d'Argent
En 1951, 1952 y 1976, los departamentos de Gironda, Landas y Pirineos Atlánticos compitieron por separado bajo el título de Miss Côte d'Argent (Costa de Plata). En 1979, una ganadora fue coronada con el título de Miss Côte-Sud-des-Landes (Costa Sur de las Landas).
| Año  | Nombre          | Edad | Altura | Ciudad natal | Posición en Miss Francia | Notas |
| ---- | --------------- | ---- | ------ | ------------ | ------------------------ | ----- |
| 1979 | Brigitte Levert |      |        |              |                          |       |
| 1976 | Danièle Heret   |      |        |              |                          |       |
| 1952 | Colette Dezanet |      |        |              | Tercera finalista        |       |
| 1951 | Josiane Pouy    | 18   |        | Nérac        | Miss Francia 1952        |       |

### Miss Entre-Deux-Mers
En 1976, el departamento de Gironda compitió por separado bajo el título de Miss Entre-Deux-Mers (Entre Dos Mares).
| Año  | Nombre             | Edad | Altura | Ciudad natal | Posición en Miss Francia | Notas |
| ---- | ------------------ | ---- | ------ | ------------ | ------------------------ | ----- |
| 1976 | Francine Marchiado |      |        |              |                          |       |

### Miss Gascuña
En 1930 y desde la década de 1970 hasta la de 2000, Aquitania y Mediodía-Pirineos coronaron a una representante bajo el título de Miss Gascuña (en francés: Miss Gascogne), para representar a la región histórica de Gascuña, situado entre Aquitania y Mediodía-Pirineos.
| Año  | Nombre               | Edad | Altura         | Ciudad natal       | Posición en Miss Francia | Notas                                                                    |
| ---- | -------------------- | ---- | -------------- | ------------------ | ------------------------ | ------------------------------------------------------------------------ |
| 2001 | Laurie Dayres        |      |                | Mont-de-Marsan     |                          |                                                                          |
| 2000 | Gaëlle Laplace       |      |                | Capbreton          |                          |                                                                          |
| 1999 | Julie Vieira         | 19   | 1,71 m (5′ 7″) | Mont-de-Marsan     |                          |                                                                          |
| 1998 | Sandra Foutel        | 22   | 1,75 m (5′ 9″) | Labenne            |                          |                                                                          |
| 1997 | Corinne Plaza        | 18   | 1,71 m (5′ 7″) | Soustons           |                          |                                                                          |
| 1996 | Sabine Alves De Puga |      |                |                    |                          |                                                                          |
| 1995 | Sandrine Dubouil     |      |                |                    |                          |                                                                          |
| 1994 | Caroline Laffont     |      |                |                    |                          |                                                                          |
| 1993 | Karine Mathieu       |      |                |                    |                          |                                                                          |
| 1992 | Myriam Amouroux      |      |                |                    |                          |                                                                          |
| 1991 | Christine Beau       |      |                |                    |                          |                                                                          |
| 1990 | Sylvie Chatel        |      |                | Villeneuve-sur-Lot |                          |                                                                          |
| 1989 | Claudia Compeyrot    |      |                |                    |                          |                                                                          |
| 1988 | Stéphanie Trupin     |      |                |                    |                          |                                                                          |
| 1987 | Coralie Nogueras     |      |                |                    |                          |                                                                          |
| 1985 | Isabelle Monbec      |      |                | Agén               |                          |                                                                          |
| 1978 | Patricia Gleyze      |      |                |                    |                          |                                                                          |
| 1976 | Marie-Noëlle Dardit  |      |                |                    |                          |                                                                          |
| 1974 | Martine Calzavara    | 19   |                | Casteljaloux       | Primera finalista        | Calzavara fue coronada Miss Lot y Garona en 1973 y Miss Gascuña en 1974. |
| 1970 | Marie-Thérèse Thiel  |      |                |                    | Segunda finalista        |                                                                          |
| 1930 | Jeanne Juillia       | 20   |                | Villeneuve-sur-Lot | Miss Francia 1931        |                                                                          |

### Miss Guyenne
En 1960, los departamentos de Dordoña y Gironda compitieron por separado bajo el título de Miss Guyenne. En 2003 y 2004, el título se conoció como Miss Aquitaine-Guyenne.
| Año  | Nombre               | Edad | Altura         | Ciudad natal | Posición en Miss Francia | Notas |
| ---- | -------------------- | ---- | -------------- | ------------ | ------------------------ | ----- |
| 2004 | Annaïck Manella      | 18   | 1,72 m (5′ 8″) | Périgueux    |                          |       |
| 2003 | Nathalie Labbé       |      |                |              |                          |       |
| 1960 | Pierrette Descrambes | 21   | 1,72 m (5′ 8″) |              | Cuarta finalista         |       |

### Miss Landas
En 1976, el departamento de Landas coronó a su propia representante para Miss Francia.
| Año  | Nombre              | Edad | Altura | Ciudad natal | Posición en Miss Francia | Notas |
| ---- | ------------------- | ---- | ------ | ------------ | ------------------------ | ----- |
| 1976 | Rose-Marie Domenech |      |        |              |                          |       |

### Miss Lot-et-Garonne
En 1973, el departamento de Lot y Garona coronó a su propia representante para Miss Francia. En 1952 y 1970, una representante fue coronada con el título de Miss Agén, mientras que una representante fue coronada con el título de Miss Roquefort en 1972.
| Año  | Nombre                | Edad | Altura         | Ciudad natal | Posición en Miss Francia | Notas                                                                    |
| ---- | --------------------- | ---- | -------------- | ------------ | ------------------------ | ------------------------------------------------------------------------ |
| 1973 | Martine Calzavara     |      | 1,70 m (5′ 7″) | Casteljaloux | Segunda finalista        | Calzavara fue coronada Miss Lot y Garona en 1973 y Miss Gascuña en 1974. |
| 1972 | Nadine Guerrero       | 17   |                |              |                          |                                                                          |
| 1970 | Anne-Marie Archiapati |      |                |              |                          |                                                                          |
| 1952 | Jacqueline Kosiel     |      |                |              |                          |                                                                          |

### Miss Médoc
En 1976, 1977, 1986 y 1987, el departamento de Gironda compitió por separado bajo el título de Miss Médoc.
| Año  | Nombre              | Edad | Altura | Ciudad natal | Posición en Miss Francia | Notas |
| ---- | ------------------- | ---- | ------ | ------------ | ------------------------ | ----- |
| 1987 | Christelle Bastard  |      |        |              |                          |       |
| 1986 | Valérie Bourguignon |      |        |              |                          |       |
| 1977 | Chantal Braham      |      |        |              | Cuarta finalista         |       |
| 1976 | Claudine Duputh     |      |        |              |                          |       |

### Miss Monbazillac
En 1976 y 1978, el departamento de Dordoña compitió por separado bajo el título de Miss Monbazillac. En 1977, el título se llamó Miss Monbazillac-Périgord.
| Año  | Nombre          | Edad | Altura | Ciudad natal | Posición en Miss Francia | Notas |
| ---- | --------------- | ---- | ------ | ------------ | ------------------------ | ----- |
| 1978 | Martine Pauliac |      |        |              |                          |       |
| 1977 | Monique Astan   |      |        |              |                          |       |
| 1976 | Martine Tallet  |      |        |              |                          |       |

### Miss Périgord
Desde la década de 1970 hasta la de 2000, el departamento de Dordoña compitió por separado bajo el título de Miss Périgord. En 1983 y 1984, el título se conoció como Miss Périgord-Agenais.
| Año  | Nombre                 | Edad | Ciudad natal   | Ciudad natal            | Posición en Miss Francia | Notas |
| ---- | ---------------------- | ---- | -------------- | ----------------------- | ------------------------ | ----- |
| 2005 | Murielle Castaing      | 19   | 1,72 m (5′ 8″) | Sigoulès                |                          |       |
| 2004 | Sonia Chartier         |      |                |                         |                          |       |
| 2003 | Jennifer Leloup        |      |                |                         |                          |       |
| 2002 | Aurore Vlamynck        |      |                | Saint-Maime-de-Péreyrol |                          |       |
| 2001 | Céline Fourestié       |      |                | Saint-Sylvestre-sur-Lot |                          |       |
| 2000 | Aurélie Prével         |      |                | La Force                |                          |       |
| 1999 | Stéphanie Lopéra       |      |                | Périgueux               |                          |       |
| 1998 | Céline Barbaray        |      |                | Ginestet                |                          |       |
| 1997 | Julie Sambard          |      |                |                         |                          |       |
| 1996 | Caren Claret           |      |                |                         |                          |       |
| 1995 | Murielle Chamouleau    | 20   |                | Nontron                 |                          |       |
| 1994 | Sophie Danos           | 18   |                |                         |                          |       |
| 1993 | Marlène Dazenière      |      |                | Coulounieix-Chamiers    |                          |       |
| 1992 | Renée-Noëlle Chassagne |      |                |                         | Top 12                   |       |
| 1991 | Laurence Bazin         |      |                |                         |                          |       |
| 1990 | Nelly Gauthier         |      |                |                         |                          |       |
| 1989 | Sylvie Tardy           |      |                | Rouffignac-de-Sigoulès  | Tercera finalista        |       |
| 1987 | Catherine Yzerd        |      |                |                         |                          |       |
| 1986 | Marie-Hélène Hallez    |      |                |                         |                          |       |
| 1985 | Sandrine Puybonnieux   |      |                |                         |                          |       |
| 1984 | Véronique Petit        | 18   | 1,70 m (5′ 7″) |                         |                          |       |
| 1983 | Corinne Rouby          | 17   |                | Marmande                |                          |       |
| 1978 | Corinne Bernatta       |      |                |                         |                          |       |

### Miss Soulac
En 1979, el departamento de Gironda compitió por separado bajo el título de Miss Soulac.
| Año  | Nombre            | Edad | Altura | Ciudad natal | Posición en Miss Francia | Notas |
| ---- | ----------------- | ---- | ------ | ------------ | ------------------------ | ----- |
| 1979 | Brigitte Duchemin |      |        |              |                          |       |